# Cervia
Cervia (Žíria en dialecto romañol) es una ciudad al norte de Italia en la Emilia-Romaña de la provincia de Ravenna en la Romagna. Es una comuna de cerca de 28.000 habitantes (28.558 en febrero de 2009). Es una localidad balnearia marítima.

## Demografía
| Gráfica de evolución demográfica de Cervia entre 1861 y 2009 |
|                                                              |
| Fuente ISTAT - elaboración gráfica de Wikipedia              |

- Datos: Q52975
- Multimedia: Cervia / Q52975

1. ↑  Worldpostalcodes.org, código postal n.º 48015.
2. ↑  «Codici Catastali». Comuni-italiani.it (en italiano). Consultado el 29 de abril de 2017.